# 明恵帝姫
明恵帝姫（めいけいていき、1051年 - 1080年6月13日）は、北宋の英宗の三女。正妻の宣仁皇后の次女で、神宗の同母妹である。

## 生涯
父の英宗が即位すると、宝安公主の位を授けられた。治平4年（1067年）1月、兄の神宗により舒国長公主に進封された。熙寧2年（1069年）7月、蜀国長公主に改封され、左衛将軍の王詵に降嫁した。王詵との間に王彦弼を産んだが、夭折した。
公主は母の宣仁太后や姑の盧氏に孝事し、王氏の家族をみな援助した。盧氏は寡居の身であったが、公主の近所で暮らし、毎日美食をふるまわれた。盧氏はまた重い病いを患ったが、公主はみずから薬を持って看病した。公主は「賢主」と称賛された。
王詵は画家として著名であり、奔放で自由な生活を好んだ。公主は夫に対して厳しくなかったため、王詵は蘇軾らの芸術家としばらく放蕩生活をした。結局、元豊2年12月26日（西暦で1080年）に王詵は免職されたが、元豊3年（1080年）4月、公主が病気中にその求めで復職された。公主の看病の際、王詵は侍女たちと公主の側で姦通し、侍女たちは公主を嘲笑した。公主は自身を看病する太后や神宗にこのことは黙っていた。翌日（5月17日、西暦で6月13日）、公主は30歳で薨去した。神宗は号泣して公主の府邸に急ぎ、朝廷を5日間停止した。
その後、公主の乳母は王詵のことを神宗に上告した。神宗は激怒し、王詵は免職追放され、8人の侍女は兵卒と結婚させられた。公主は越国長公主を追贈され、「賢恵」と諡された。元祐元年（1086年）11月、越国大長公主の位を再追贈された。元符3年（1100年）3月に甥の徽宗により秦国大長公主を改贈され、荊国大長公主に進み、政和2年（1112年）閏4月に魏国大長公主を改贈された。政和4年12月（西暦で1115年）、賢恵大長帝姫の位を再追贈され、政和5年（1115年）1月、明恵大長帝姫を改贈された。

## 伝記資料
- 『宋史』
- 『宋会要輯稿』